# Kentriki Karpathos: Kali Limni - Lastos - Kyra Panagia Kai Paraktia Thalassia Zoni
Kentriki Karpathos: Kali Limni - Lastos - Kyra Panagia Kai Paraktia Thalassia Zoni este o arie protejată (arie specială de conservare — SAC, sit de importanță comunitară — SCI) din Grecia întinsă pe o suprafață de 9.323,14 ha, integral pe uscat.

## Localizare
Centrul sitului Kentriki Karpathos: Kali Limni - Lastos - Kyra Panagia Kai Paraktia Thalassia Zoni este situat la coordonatele 35°34′59″N 27°08′17″E / 35.583018°N 27.138194°E.

## Înființare
Situl Kentriki Karpathos: Kali Limni - Lastos - Kyra Panagia Kai Paraktia Thalassia Zoni a fost declarat sit de importanță comunitară în august 1996 pentru a proteja 1 specie de plante și 1 specie de animale. Situl a fost protejat și ca arie specială de conservare în martie 2011.

## Biodiversitate
Situată în ecoregiunile marină mediteraneană și mediteraneană, aria protejată conține 18 habitate naturale: Bancuri de nisip acoperite în permanență slab de apă marină, Straturi cu Posidonia (Posidonion oceanicae), Recifuri, Vegetație anuală la limita mareei, Faleze cu vegetație de Limonium spp. endemic de pe coastele mediteraneene, Tufărișuri halo-nitrofile (Pegano-Salsoletea), Dune mobile cu vegetație embrionară, Ape puternic oligomezotrofe cu vegetație bentonică cu Chara spp., Iazuri temporare mediteraneene, Matorral arborescenți cu Juniperus spp., Tufărișuri termo-mediteraneene și de pre-deșert, Sarcopoterium spinosum phryganas, Pseudostepă cu ierburi și specii anuale de Thero-Brachypodietea, Grohotișuri est-mediteraneene, Pante stâncoase calcaroase cu vegetație casmofită, Galerii și tufărișuri riverane sudice (Nerio-Tamaricetea și Securinegion tinctoriae), Păduri de Olea și Ceratonia, Păduri de pin mediteraneene cu pini mezogeni endemici.
La baza desemnării sitului se află mai multe specii protejate:
- plante (1): Crepis pusilla
- amfibieni (1): Lyciasalamandra helverseni

Pe lângă speciile protejate, pe teritoriul sitului au mai fost identificate 34 de specii de plante, 1 specie de amfibieni, 5 specii de nevertebrate, 5 specii de reptile.